# 相沢美良
相沢 美良（あいざわ みら、1968年 - ）は、日本のイラストレーター、同人作家。埼玉県出身。武蔵野美術大学造形学部視覚伝達デザイン学科卒業。

## 来歴
大学時代から次元美良のペンネームで同人誌活動を行い、コミックマーケット41の表紙を担当。武蔵野美術大学の漫研時代の友人は、永野あかね、長谷部百合などがいる。同じく漫研に所属していたゲームデザイナー伏見健二に起用され、『ブルーフォレスト物語』や『ギア・アンティーク』などのテーブルトークRPGのパッケージアートを担当。その縁で後に伏見と結婚する事になる。
大学卒業後、セガに就職。コンシューマー開発部にて、メガドライブ作品のグラフィッカーを担当。またトイ事業部に異動、PICOのグラフィックを担当した。伏見健二と結婚の後、フリーランスとなる。ゲームパッケージ、雑誌イラスト、小説の挿絵、カードゲームのイラスト、ゲームコミックなど作品多数。
CG描画を比較的早くに導入したイラストレーターの一人。ことに動物や自然物の描写を得意とし、代表作『ブルーフォレスト物語』、また『モンスターコレクション』や『バトルスピリッツ』の海関係のカードを多く手がける。
現在は二児（どちらも男子で年子）の母親である傍ら、イラストレーターとしての仕事を継続中。また夫である伏見の部屋が汚く、彼が部屋を片付けない事が悩みだという（『ブルーフォレスト伝承 リバイバル・エディション』、自身著の巻末漫画より）。